# Xã Wamego, Quận Pottawatomie, Kansas
Xã Wamego (tiếng Anh: Wamego Township) là một xã thuộc quận Pottawatomie, tiểu bang Kansas, Hoa Kỳ. Năm 2010, dân số của xã này là 5.234 người.